# Tergnier

Tergnier este o comună în departamentul Aisne din nordul Franței. În PRGC2 avea o populație de 14 458 de locuitori.